# Phenix Horns
The Phenix Horns est le nom de la section de cuivres du groupe Earth, Wind and Fire. Les quatre musiciens qui la composent ont aussi collaboré avec le groupe Genesis et Phil Collins,.
Les membres du groupe sont Don Myrick aux saxophones alto et ténor et à la flûte traversière, Louis Satterfield au trombone, Rahmlee Michael Davis et Michael Harris à la trompette.

## Histoire

### The Pharaohs
Donald Myrick et Louis Edward Satterfield montent en 1962 le groupe The Jazzmen avec Charles Handy à la trompette, Fred Humphrey au piano, Ernest McCarthy à la basse et Maurice White à la batterie. Ils jouent à l'Affro Arts Theater dans le quartier sud de Chicago, puis avec la rencontre d'un autre groupe, The Artistic Heritage Ensemble, 2 albums sont alors enregistrés, On The Beach en 1967 et The Malcolm X Memorial (A Tribute In Music), en 1968. Ensuite ils fusionnent ensemble et deviennent The Pharaohs. Ils enregistrent eux aussi deux albums, The Awakening en 1971 et un album live In the basement en 1972 mais qui ne sera publié qu'en 1996. Les membres des Pharaohs sont Don Hippmo Myrick au saxophone alto, ténor et baryton ainsi qu'à la flûte, Louis « Lui Lui » Satterfield à la basse, Fred Walker à la batterie, Yehudah Ben Israel à la guitare, Willie Woods au trombone, Aaron Dodd au trombone ainsi que des musiciens de studio. De son côté, l'ex batteur des Jazzmen Maurice White a connu le succès avec l'ensemble The Ramsey Lewis Trio, il enregistre quelques démos et monte ce qui deviendra Earth, Wind & Fire. Myrick et Satterfield se joignent au groupe en 1975 pour l'album Gratitude jusqu'en 1983 pour l'album Powerlight. Ils devaient s'appeler au départ The Earth, Wind and Fire Horns, mais Maurice White, le chanteur et batteur du groupe ne l'a pas souhaité et leur a préféré le nom The Phenix Horns.
En 1979, Don Myrick, Louis Satterfield et Michael Harris montent le groupe Sky qui n'enregistrent qu'un seul album éponyme, sur lequel Myrick et Satterfield se partagent le chant.

### Collaboration avec Phil Collins et Genesis
En 1981, les Phenix Horns rejoignent Phil Collins et le producteur Hugh Padgham en studio pour l'enregistrement de l'album Face Value qui rencontrera un grand succès avec la chanson In The Air Tonight. Ils seront présents sur les trois albums suivants de Phil, Hello, I Must Be Going en 1982, No Jacket Required en 1985, ...But Seriously en 1989 ainsi que sur le live Serious Hits Live paru en 1990. À la grande surprise des fans de Genesis, The Phenix Horns jouent sur la chanson No Reply at All de l'album Abacab, en 1981 et sur le maxi-single Paperlate en 1982. Puis ils sont de la partie pour le premier album solo de Frida, anciennement du groupe pop suédois Abba, Something's going on produit par Phil Collins. Les Phenix Horns retrouvent à nouveau ce dernier lors de l'enregistrement de l'album solo de Philip Bailey, le chanteur d'Earth, Wind & Fire, Chinese Wall en 1984. Cet album connaitra le succès avec la chanson Easy Lover, chantée en duo par Philip Bailey et Phil Collins.

### La fin du groupe
Le leader Don Myrick meurt tragiquement en 1993 à Santa Monica lors d'une perquisition de la police à son domicile. Louis Satterfield décède en 2004.

## Discographie

### The Artistic Heritage Ensemble
- 1967 : On The Beach
- 1968 : The Malcolm X Memorial (A Tribute In Music)
- 2009 : The Spanish Suite (Martina, Delores, & Marguirite)
- 2010 : Armageddon

### The Pharaohs

#### Singles
- Is That Black Enough For You?/Tracks Of My Tears (1971)
- Love And Happiness/Freedom Road (1972)

#### Album studio
The Awakening (1972)

#### Album live
In the Basement (1996 ; enregistré en 1972)

### Earth, Wind & Fire

#### Albums studio
- Gratitude (1975)
- Spirit (1976)
- All N' All (1977)
- I Am (1979)
- Faces (1980)
- Raise! (1981)
- Powerlight (1983)

#### Album live
Live in Rio (2002)

#### Compilations
- The Best Of Earth Wind & Fire Vol. I (1978)
- Electric Universe/Powerlight (1988) - Double Album.
- 3 - (1991) - Boîtier 3 CD.
- The Essential Earth, Wind & Fire (2002)
- The Essential Plus (2004) - 2 CD + DVD.
- The Essential Earth, Wind & Fire (2008) - 3 CD Édition Limitée.
- Now, Then & Forever (2013) - Jouent sur les chansons Boogie Wonderland, Sing a song, September, Let's Grove, Got To Get You Into My Life & After The Love Has Gone avec The Phenix Horns.

### Sky

#### Single
Boogie/Little Darlin' (1979)

#### Album
Sky (1979)

### Phil Collins

#### Albums studio
- Face Value (1981)
- Hello, I Must Be Going (1982)
- No Jacket Required (1985)
- ...But Seriously (1989)

#### Album live
- Serious Hits… Live! (1990)

#### Compilations
- ...Hits (1998)
- The Platinum Collection (2004)
- Love Songs: A Compilation... Old and New (2004)
- The Singles (2016)

#### Boitiers
- Take A Look At Me Now... (The Complete Albums Box) (2016)
- Plays Well with Others (2018)

#### Album hommage
- Two Rooms - Celebrating The Songs Of Elton John & Bernie Taupin (1991) - Artistes Variés - Avec Phil Collins & The Serious Band : Burn Down The Mission

#### VHS Videos & DVD
- Supergroups In Concert: Phil Collins Live At Perkins Palace, Pasadena 19 December 1982 (1983) - VHS Video
- Live at Perkins Palace (1983) - VHS Video
- Captured Live! CL 783 A-F (1983) - VHS Video
- Seriously Live In Berlin (1990) - VHS Video
- ...But Seriously, The Videos (1992) - VHS Video
- Hits Live 1990-1997 (2004) - DVD

#### Single
- True Colours/In the air tonight/Don't lose my numbers/I missed again (1998) - Maxi Single.

### Genesis
- Abacab (1981) - Jouent sur la chanson No Reply at All[6]
- No reply at all/Naminanu (1981) - Single.
- Paperlate/You might recall (1982) - Jouent sur la face A[7].
- Paperlate/You might recall/Me and Virgil (1982) - Maxi Single.
- Platinum Collection (2005) - 3 CD Compilation.
- Genesis 1976 - 1982 (2007) - 6 CD + 6 DVD Compilation.

### Rahmlee Michael Davis
- Rise of The Phenix (1981) - Jouent sur Rise Of The Phenix (Birth & Consumption) & Never give up on you. Rahmlee reprend You know what I mean de Phil Collins.
- Keep On Gettin' Down (Now Is The Time)/Keep On Gettin' Down (Now Is The Time) (1984) - Single

### Philip Bailey
- The Wonders Of His Love - (1984) - Jouent sur I Will No Wise Cast You Out.
- Chinese Wall (1984) - Avec Phil Collins, Nathan East, etc.
- Chinese Wall / Inside Out - Album Double Compilation.